# Galleria di Purgessimo

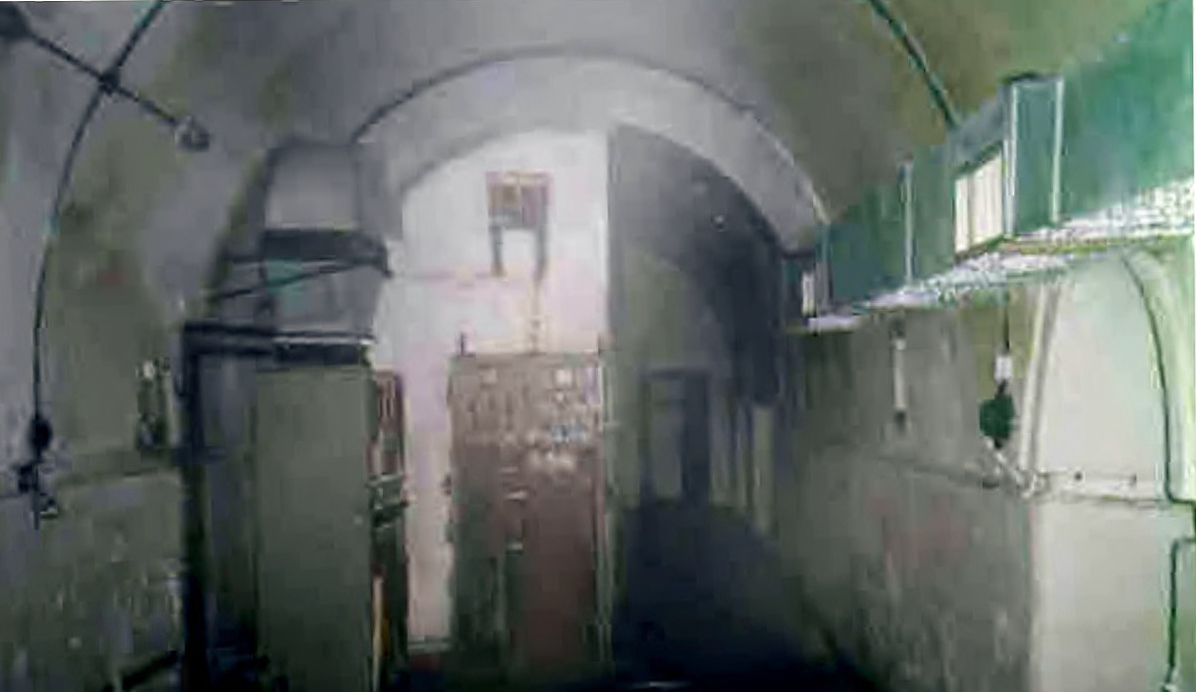
Visione interna della galleria

La galleria di Purgessimo è uno dei pochi esempi di manufatto in caverna in carico alla Fanteria d'arresto dell'Esercito Italiano. Essa fa parte dell'opera difensiva di Ponte San Quirino ed è ubicata nella frazione Purgessimo di Cividale del Friuli in provincia di Udine.
L'opera ha un'architettura analoga alle fortificazioni del Vallo Alpino ma essendo stata costruita nel secondo dopoguerra non appartiene a quel sistema difensivo. 

## Caratteristiche

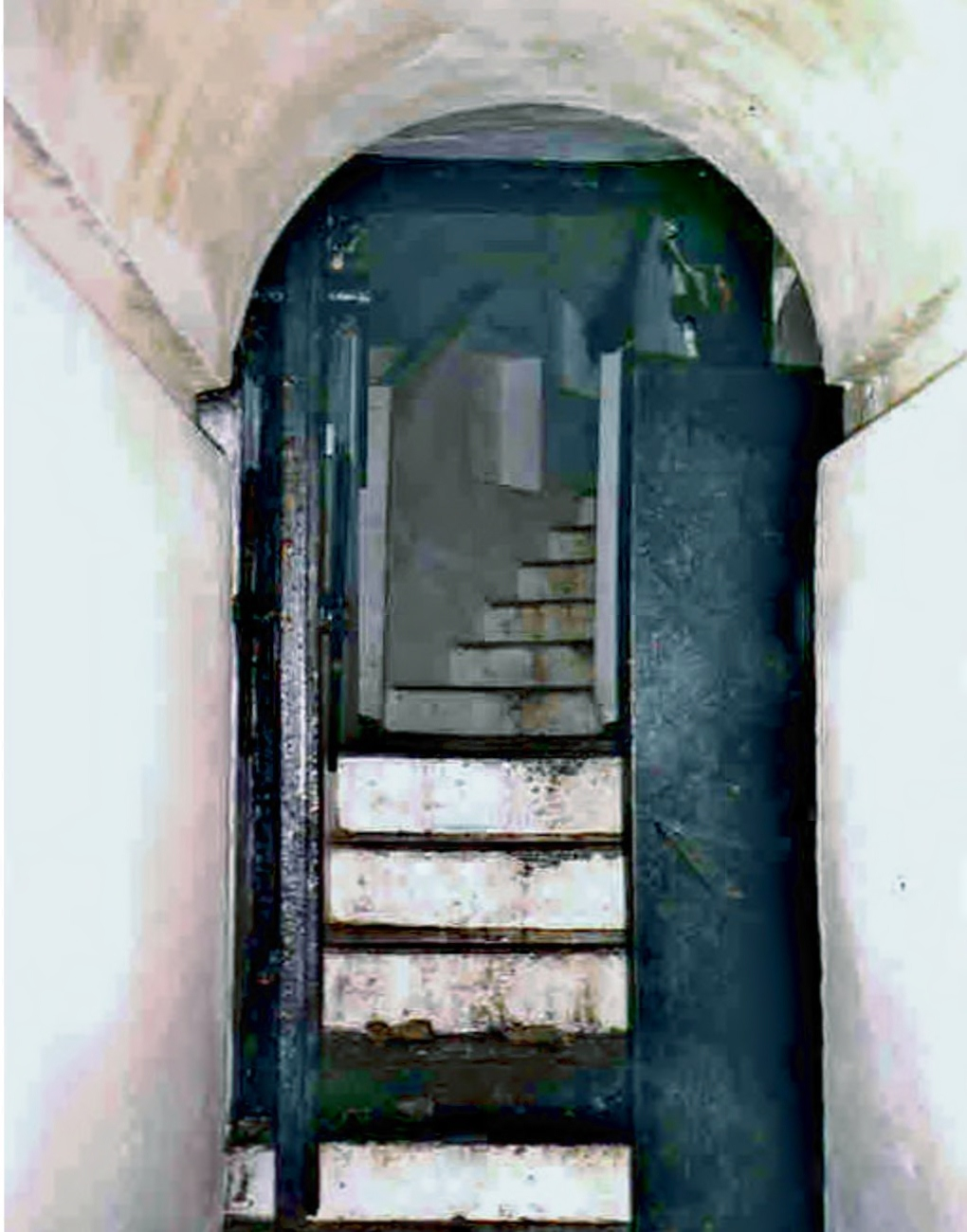
Scalinata che porta al livello superiore

La struttura è stata realizzata sfruttando lo scavo di un vecchio tunnel della prima guerra mondiale, impiegato nella battaglia di Cividale del Friuli dove gli italiani cercarono di fermare l'avanzata austro-tedesca. La galleria entrava per circa 150 metri all'interno del monte Purgessimo.
L'opera era armata con due postazioni per mitragliatrice (denominate "M1" e "M2") e due postazioni in semiblinda per un cannone da 90/50 ("P1" e "P2"). Le munizioni erano sempre tenute pronte nelle riservette poste nei pressi delle camere di combattimento. Per la messa in azione delle mitragliatrici erano necessari 2 minuti, mentre per quanto riguarda i cannoni occorrevano circa 10 minuti: i maggiori tempi di apprestamento erano dovuti anche alla necessità di posizionare i pezzi alle feritoie, facendoli scorrere su travi metalliche fissate al soffitto.
Quattro rampe di scale a chiocciola metalliche collegano il livello base dell'opera con l'uscita secondaria (posta in quota) e con la cupola osservatorio, accessibile mediante scaletta alla marinara. L'ingresso principale è dotato di una caponiera per la sua difesa. L'opera dispone di una camerata e di altri locali di servizio, tra cui alloggi per ufficiali, servizi igienici, centralino telefonico e perfino un'infermeria. Il quadro di controllo dell'impianto elettrico era prodotto dalla ditta Marelli, mentre il sistema di condizionamento interno dell'aria era di fabbricazione statunitense. Uno dei problemi maggiori della struttura era infatti costituito dall'umidità, al punto che tutte le mattine i militari dovevano asciugare l'acqua presente nei corridoi per evitare di scivolare.
Nelle adiacenze dell'ingresso principale si trova un locale di servizio per il presidio dell'opera: si tratta di una piccola casetta di lamiera che ospitava i servizi igienici, le docce, la cucina ed uno sgabuzzino. La struttura è stata sempre presidiata 24 ore su 24, fino alla sua dismissione avvenuta all'inizio degli anni '90. Nel corso degli anni qui si sono succedute le truppe del 120º Battaglione fanteria d'arresto "Fornovo" e del 52º Battaglione fanteria d'arresto "Alpi".

## Oggigiorno
L'opera al giorno d'oggi è visitabile su prenotazione: l'area su cui sorge la casermetta di presidio è stata ceduta infatti a privati.